# Termopara

Schemat termopary

Termoelement

Termopara, termoogniwo, termoelement, ogniwo termoelektryczne – element obwodu elektrycznego składający się z dwóch różnych przewodników, wykorzystujący zjawisko Seebecka, zachodzące na ich styku. Termopara jest wykorzystywana jako czujnik temperatury, rzadziej jako źródło zasilania o bardzo niskim napięciu i relatywnie wysokim prądzie.
Termopary odznaczają się dużą dokładnością i elastycznością konstrukcji, co pozwala na ich zastosowanie w różnych warunkach. Wadą jest mechaniczna nietrwałość złącza pomiarowego i możliwość przepływu prądu poza obwodem termopary, gdy złącze nie jest izolowane. Izolacja wydłuża czas reakcji termopary na zmianę temperatury. Dlatego w pomiarach o dużej dynamice zmian stosuje się termopary bez osłony.

## Zasada działania
Termopara składa się z pary różnych metali zwykle w postaci przewodów, spojonych na obu końcach. Jedno złącze umieszczane jest w miejscu pomiaru, podczas gdy drugie utrzymywane jest w stałej temperaturze odniesienia (np. mieszanina wody z lodem), co nazywa się termostatyzacją. Gdy nie jest wymagana duża dokładność (dopuszczalny błąd rzędu kilku stopni), jako temperaturę odniesienia traktuje się np. temperaturę wnętrza szafy sterowniczej maszyny przemysłowej, mierzoną z pomocą innego czujnika (jest to tzw. sztuczne zero).
Pod wpływem różnicy temperatury między złączami (pomiarowym i odniesienia) powstaje różnica potencjałów (siła elektromotoryczna), zwana w tym przypadku siłą termoelektryczną, proporcjonalna do różnicy temperatur.
Spoina pomiarowa może znajdować się w obudowie o dużym przewodnictwie cieplnym. Instaluje się ją w miejscu pomiaru temperatury. Złącze odniesienia może być umieszczane w ściśle określonej temperaturze odniesienia, np. topniejącym lodzie. Może nie być złączem bezpośrednim, a zamknięcie obwodu odbywa się poprzez zaciski miernika.

## Zalety termopar
- nie wymagają zewnętrznego zasilania
- niewielkie rozmiary – możliwość lokalnego pomiaru temperatury
- niska pojemność cieplna
- mała bezwładność czasowa
- szeroki zakres pomiarowy przy dość dobrej liniowości
- prostota budowy
- duża niezawodność

## Produkcja
Pomimo bardzo prostej konstrukcji, przemysłowe wykonanie dokładnych termopar o powtarzalnych charakterystykach nie jest łatwe. Ich własności metrologiczne zależą przede wszystkim od jakości drutów użytych do wykonania termoelektrod (ich czystości). Istotny jest też dobór przyrządu użytego do pomiaru napięcia termoelektrycznego, gdyż napięcia powstające w termoparach nie przekraczają kilkudziesięciu miliwoltów. W przypadku termopar z metali szlachetnych wartości te są jeszcze mniejsze – kilka miliwoltów.
Termoparę można wykonać samodzielnie, nawet do bardzo zaawansowanych pomiarów. Wymaga ona jednak cechowania w zakresie temperatur, w jakim ma być użyta. Dokładnie przeprowadzone cechowanie umożliwia korzystanie z termopary w bardzo szerokim zakresie temperatur, nawet jeżeli zależność U(ΔT) nie jest liniowa. Uszkodzoną termoparę (spoinę) można z powodzeniem naprawić, ponownie tworząc spoinę na końcach przewodów (np. poprzez stopienie spawarką w osłonie gazu obojętnego, np. argonu – metoda TIG).

### Materiały
Materiały wykorzystywane do budowy termoelementów powinny w miarę możliwości posiadać:
- wysoką temperaturę topnienia,
- dużą odporność na czynniki zewnętrzne,
- małą rezystywność,
- wysoką temperaturę pracy ciągłej,
- mały współczynnik cieplny rezystancji,
- niezmienność parametrów w czasie.

Do budowy wykorzystuje się metale szlachetne: platynę i platynorod, wolfram i molibden, oraz nieszlachetne. np. żelazo i miedź-nikiel, miedź i miedź-nikiel, nikiel-chrom i nikiel-aluminium.

## Typy termopar
Termoelementy znormalizowane i ich charakterystyki przetwarzania opisuje PN-EN 60584-1.
Dotyczy:
- arkusz 00 Podział i oznaczenia termoelementów
- arkusz 01 Termoelement R (PtRh13-Pt)
- arkusz 02 Termoelement S (PtRh10-Pt)
- arkusz 03 Termoelement B (PtRh30-PtRh6)
- arkusz 04 Termoelement J (Fe-CuNi)
- arkusz 05 Termoelement T (Cu-CuNi)
- arkusz 06 Termoelement K (NiCr-NiAl)
- arkusz 08 Termoelement E (NiCr-CuNi)
- arkusz 09 Termoelement N (NiCrSi-NiSi)

PN-EN 60584-2 opisuje tolerancje poszczególnych termoelementów.
Termoelementy można podzielić na trzy grupy w zależności od zakresu pomiarowego:
- Grupa I zakres temperatur od −200 do 1200 °C. Brak metali szlachetnych.
- Grupa II zakres temperatur od 0 do 1600 °C. Platynowo-rodowe.
- Grupa III zakres temperatur od 0 do 2200 °C. Wolframowo-renowe.

### Grupa I
Typ „K” – NiCr-NiAl
Stosowany w zakresie temperatur od −200 do 1200 °C. Zależność SEM od temperatury dla tego termoelementu jest prawie liniowa, a jego czułość wynosi 41 µV/°C.
Typ „J” oraz „L” – Fe-CuNi
Ma on duże znaczenie w przemyśle przetwórstwa tworzyw sztucznych (wtryskarki i formy wtryskowe). Zakres mierzonych temperatur wynosi od −40 do 750 °C. Ich czułość wynosi 55 µV/°C.
Typ „E” – NiCr-CuNi
Ze względu na wysoką czułość (68 µV/°C), ten typ termoelementu stosowany jest przede wszystkim w zakresie niskich temperatur kriogenicznych, od −200 do 900 °C. Jest to materiał niemagnetyczny, co może być cenną zaletą w niektórych zastosowaniach specjalnych.
Typ „N” – NiCrSi-NiSi
Ten termoelement ma bardzo dobrą stabilność termiczną, porównywalną z termoparami platynowymi. Wykazuje także znakomitą odporność na utlenianie aż do wysokich temperatur. Jest idealnym narzędziem do dokładnych pomiarów temperatury w powietrzu do +1200 °C. Czułość wynosi 39 µV/°C.
Typ „T” – Cu-CuNi
Jest to najrzadziej używany typ termoelementu. Jego zakres pomiarowy wynosi od −200 do 350 °C, a czułość 30 µV/°C.

### Grupa II
Typ „S” – PtRh10-Pt
Są one używane zazwyczaj w atmosferze silnie utleniającej w zakresie wysokich temperatur do 1600 °C. Czułość około 10 µV/°C.
Typ „R” – PtRh13-Pt
Podobnie jak termoelement „S” używane w atmosferze silnie utleniającej, ale mają większą czułość – około 14 µV/°C.
Typ „B” – PtRh30-PtRh6
Umożliwiają pomiar temperatury do 1800 °C. Bardzo stabilny termoelement, ale mało czuły, zwłaszcza w zakresie niższych temperatur.

### Grupa III
Typ „C” – Wolfram-Ren / 5% Wolfram
Typ „D” – Wolfram-Ren / 25% Wolfram
Termoelementy te używane są do pomiaru bardzo wysokich temperatur do 2300 °C, w atmosferze redukującej, obojętnej lub w próżni.